# Museo copto del Cairo
Il Museo Copto del Cairo è un museo situato nell'omonima città in Egitto, contenente la più vasta collezione di arte copta al mondo.
Il museo venne fondato da Marcus Simaika Pascià (1864-1944) nel 1908, in Via Mar Girgis nella Cairo Vecchia, su una proprietà della Chiesa ortodossa copta.

## Il museo
La struttura stessa del museo presenta tipica architettura copta, caratterizzata da influenze varie: egizia, romana, ebraica, ed araba. Gli spazi espositivi ricordano le ampie strutture monastiche, con finestre a musciarabia, vetrate colorate con struttura in gesso e magnifici soffitti in legno decorato provenienti da antiche dimore copte demolite. I diversi cortili, in stile arabesco, contengono alcune fontane interrate a mosaici in marmo, provenienti da saloni di prestigiosi palazzi.

## Reperti e sezioni
Il Museo contiene oltre 15000, oggetti suddivisi in dodici sezioni su due piani.
Tra le sezioni più importanti:
- Sezione pietre e ritratti: capitelli, colonne, ritratti su pietra, che percorrono le diverse fasi del Cristianesimo in Egitto.
- Sezione metalli: contiene una larga collezione di oggetti in argento, oro e bronzo. Gli attrezzi chirurgici (10º secolo d.C.) sono degli oggetti particolari di questa sezione.
- Sezione legno: presenta una vasta collezione di grande valore storico e artistico dell'arte copta lignea, tra cui una portantina nuziale decorata in madreperla.
- Sezione avorio: collezione di oggetti che risalgono ai primi secoli del Cristianesimo; in particolare piccoli monili, pettini e scatole.
- Sezione manoscritti: tra i più preziosi alcuni tra l'11º e il 15º secolo d.C.
- Sezione icone: contiene icone di ogni periodo fino a quelle del Fayoum, tra le più famose la Visita di Sant' Antonio a San Paolo[4], un'icona del 3º-4º secolo, ritrovata nel deserto orientale vicino al Mar Rosso.
- Sezione tessuti: collezione pregiata che include paramenti sacri, tappeti e arazzi.

## La Biblioteca di Nag Hammadi
È una collezione di oltre 1.200 testi antichi, presente nel museo, ma non aperta al pubblico.

## Restauri
Il museo ha subito diversi restauri negli anni, da ricordare quello ultimato nel 2006, dopo il terremoto del 1992.